# Cincinnati Celts
Die Cincinnati Celts waren das erste professionelle American-Football-Team in Cincinnati (Ohio). Das Team nahm 1921 am Spielbetrieb der American Professional Football Association (spätere National Football League) teil.

## Geschichte
Ab Beginn des 20. Jahrhunderts stellte der Celtic Athletic Club Mannschaften im Baseball, American Football und in der Leichtathletik. Insbesondere irischstämmige Sportler waren für die Cincinnati Celts aktiv. Zunächst spielte das Football-Team vor allem gegen andere Teams aus Cincinnati. Ab 1910 gelang es dem Manager Huckins erstmals eine Mannschaft aus den besten Spielern der Stadt zu formen und fortan spielte das Team auch gegen Mannschaften aus anderen Orten. Im selben Jahr gelang es ihnen die Stadt-Meisterschaft zu gewinnen. 1915 gewann das Team die Meisterschaft des südlichen Ohio.
1916 gelang dem Team ein Sieg gegen die Mannschaft aus Pine Village, die 12 Jahre und 117 Spiele lang ungeschlagen war. 1919 sprang Greasy Neale nach Abschluss der Baseball-Saison als Trainer bei den Celts ein.
1921 wurde das Team eingeladen, an der Meisterschaft der APFA teilzunehmen. Die nur Auswärtsspiele absolvierende Mannschaft verlor drei der vier Spiele in der Meisterschaft und hatten am Ende 14:117 Punkte.
Auf Grund des Ergebnisses sowie Schwierigkeiten bei der Finanzierung nahm das Team im Folgejahr nicht mehr an dieser Meisterschaft teil und war danach noch sporadisch im Amateurbereich aktiv.
Im Team spielte in den Jahren 1910 bis 1919 unter anderem der spätere General Manager mehrere Major-League-Baseball-Teams, Frank Lane.

## Uniform
Die Cincinnati Celts spielten mit schwarzen Jerseys. Die Ärmel hatten dünne weiße Ringe.

## Statistik
| Saison | Liga | Siege | Niederlagen | Unentschieden | Punkte erzielt | Punkte zugelassen | Platzierung  | Head Coach   |
| ------ | ---- | ----- | ----------- | ------------- | -------------- | ----------------- | ------------ | ------------ |
| 1910   | Ohio | 2     | 4           | 1             |                |                   |              |              |
| 1911   | Ohio | 2     | 4           | 3             |                |                   |              |              |
| 1912   | Ohio | 6     | 4           |               |                |                   |              | Ralph Inott  |
| 1913   | Ohio | 5     | 2           | 2             |                |                   |              | Tony Mills   |
| 1914   | Ohio | 6     | 1           |               |                |                   |              | Frank Marty  |
| 1915   | Ohio | 4     | 1           | 2             |                |                   |              | Frank Marty  |
| 1916   | Ohio | 4     | 4           | 1             |                |                   |              | Frank Marty  |
| 1917   | Ohio | 2     | 3           | 3             |                |                   |              | Frank Marty  |
| 1919   | Ohio | 0     | 5           | 2             |                |                   |              | Greasy Neale |
| 1920   |      | 3     | 3           |               |                |                   |              |              |
| 1921   | APFA | 1     | 3           | 0             | 14             | 117               | 13. (von 21) | Mel Doherty  |

| Spielwoche | Datum             | Gegner                    | Ergebnis |
| ---------- | ----------------- | ------------------------- | -------- |
| 2          | 2. Oktober 1921   | Akron Pros                | 41:0     |
| 4          | 16. Oktober 1921  | Muncie Flyers             | 0:14     |
| 5          | 23. Oktober 1921  | Cleveland Indians         | 28:0     |
| 10         | 27. November 1921 | Evansville Crimson Giants | 48:0     |